# Dodge Charger (1981)
Dodge Charger – samochód sportowy klasy kompaktowej produkowany pod amerykańską marką Dodge w latach 1981 – 1987.

## Historia i opis modelu

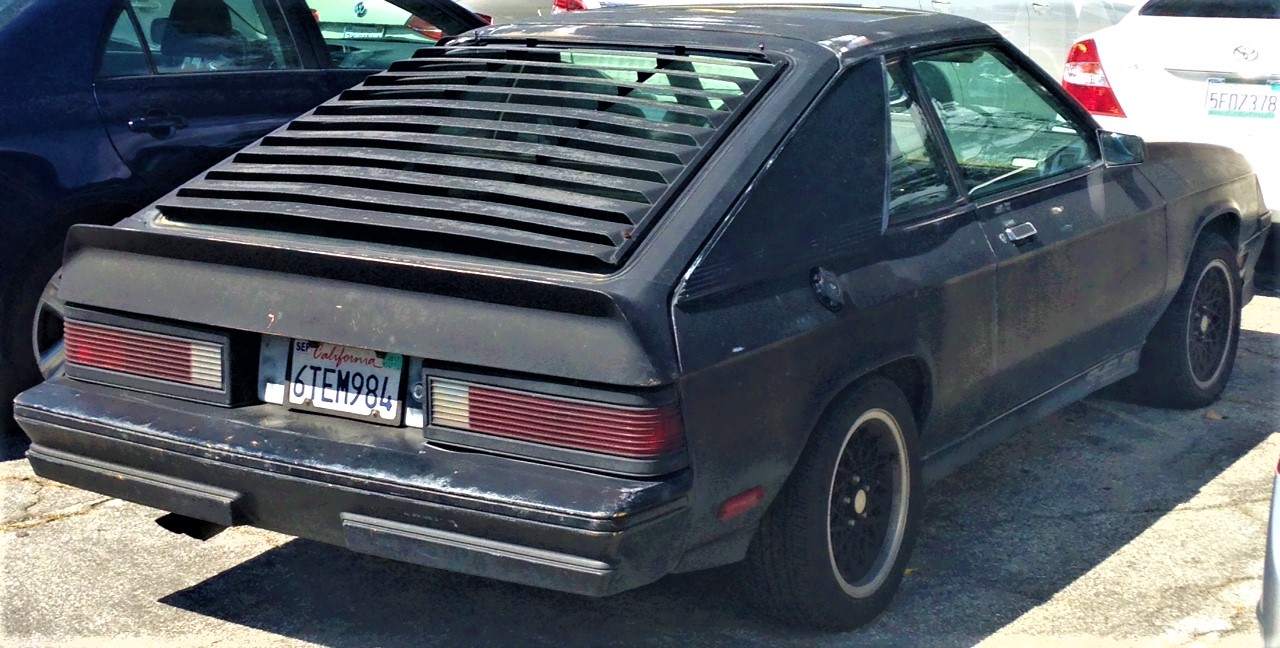
Dodge Charger - tył

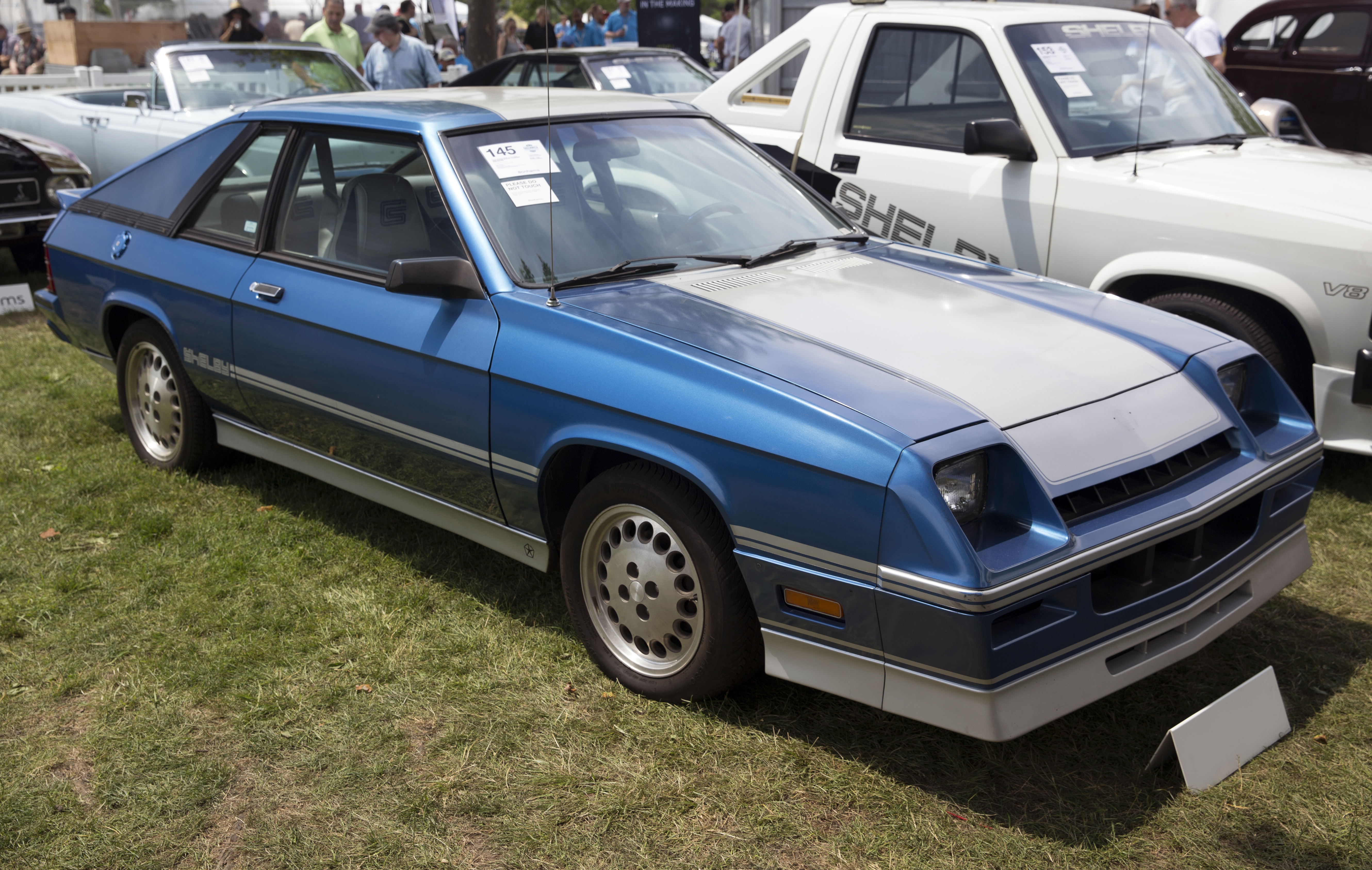
Dodge Shelby Charger

W ramach przeprowadzonej w 1981 roku restylizacji, model Omni 024 zyskał nowy wygląd pasa przedniego i inną nazwę Charger. Do napędu używano silników R4, także z turbodoładowaniem. Moc przenoszona była na oś przednią poprzez 3- lub 4-biegową automatyczną bądź 5-biegową manualną skrzynię biegów. Samochód został zastąpiony przez model Shadow.

### Dane techniczne
- R4 2,2 l (2207 cm³), 2 zawory na cylinder, SOHC
- Układ zasilania: gaźnik
- Średnica cylindra × skok tłoka: 87,40 mm × 91,90 mm
- Stopień sprężania: 8,5:1
- Moc maksymalna: 85 KM (63 kW) przy 4800 obr./min
- Maksymalny moment obrotowy: 150 N•m przy 2800 obr./min
- Przyspieszenie 0-100 km/h: b/d
- Prędkość maksymalna: 150 km/h